# تاتيانا كورتوكوفا
تاتيانا سيرجيفنا كورتوكوفا (الروسية: Татья́на Серге́евна Куртуко́ва) (ولدت في 9 سبتمبر 1993، خاباروفسك، روسيا) هي مغنية وممثلة ومعلمة روسية، ومؤدية للأغاني الشعبية والأصلية الروسية. اكتسبت شهرة واسعة بعد إصدار الأغنية المنفردة «ماتوشكا».

## السيرة

### السنوات المبكرة
ولدت في 9 سبتمبر 1993 في خاباروفسك، والدتها متخصصة في العلوم السياسية من حيث التعليم، ووالدها مهندس. عندما كانت طفلة، انتقلت مع والديها إلى بينزا، والتي تعتبرها مسقط رأسها.
في سن الرابعة، بدأت الدراسة في مدرسة ليرا للفنون للأطفال في برنامج البيانو. وفي وقت لاحق، دخلت قسم الفولكلور في نفس الوقت. بعد تخرجها من مدرسة الموسيقى، دخلت كلية بينزا للفنون، وتخصصت في "قيادة الجوقة"، وحصلت على مؤهل "مديرة جوقة ومجموعة إبداعية، ومعلمة للتخصصات الكورالية، وفنانة جوقة وفرقة موسيقية".
في عام 2012، دخلت المعهد الموسيقي والتربوي الحكومي الذي يحمل اسم م. م. إيبوليتوف-إيفانوف في موسكو، حيث واصلت دراستها في كلية التدريب الصوتي والكورالي والتوجيه في قسم الغناء الشعبي.
وفي وقت لاحق درَّست التدريب الصوتي وعملت مصممة موسيقية في مسرح الشباب في موسكو ريفولفر.

### أنشطة التدريس
درَّست في كلية بينزا للفنون: في قسم المسرح - إنتاج الصوت. وفي وقت لاحق - التخصصات النظرية، بما في ذلك "التصميم الموسيقي للأداء" وثقافة الفن الشعبي. عملت مع فرقة بلامن الشعبية وعملت في مسرح ريفولفر.
وفي وقت لاحق قامت بتدريس التدريب الصوتي وعملت مصممة موسيقية في مسرح الشباب في موسكو الذي يحمل اسم ريفولفر.

### المسيرة الموسيقية

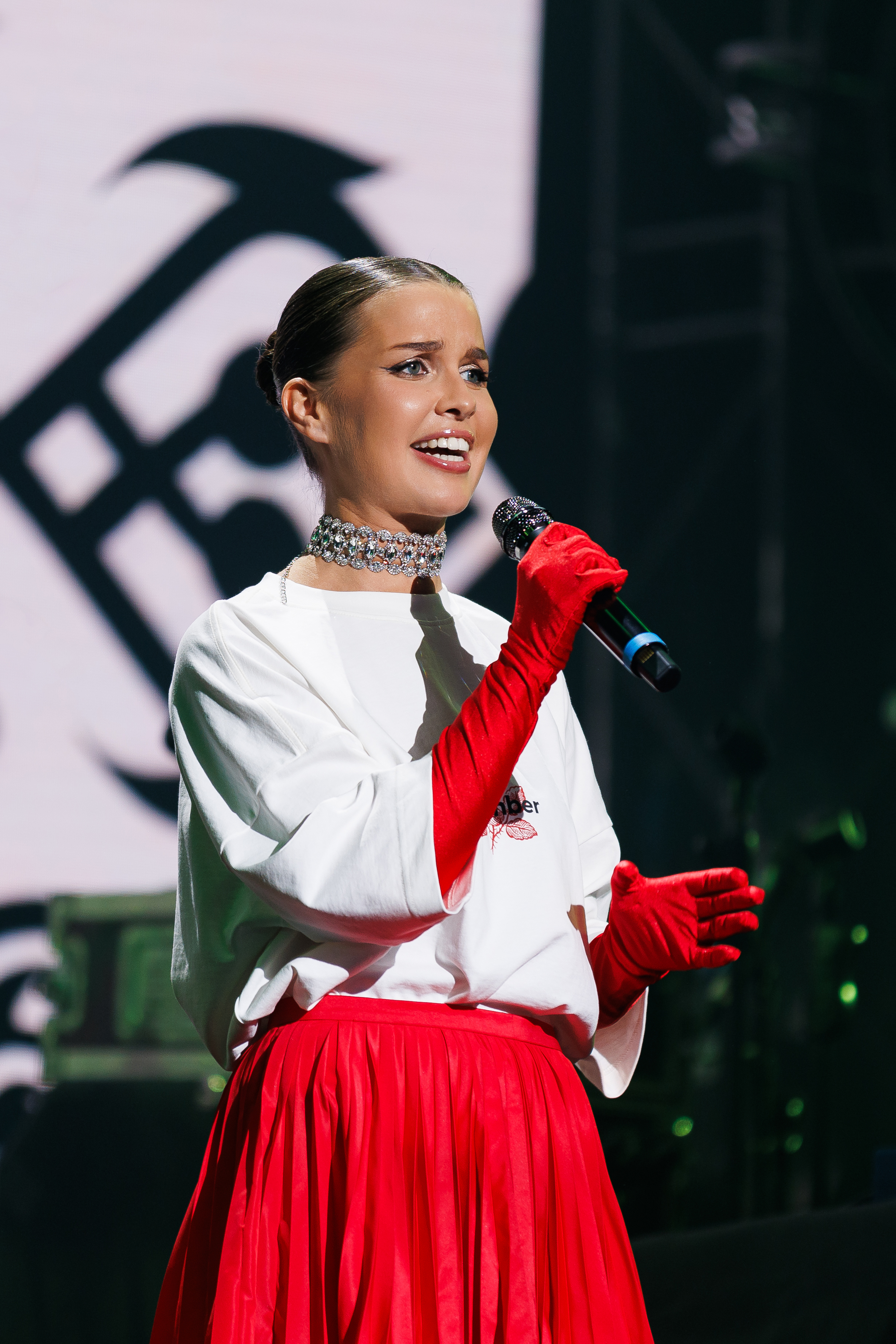
تاتيانا كورتوكوفا تغني في ديسمبر 2024

لقد كانت تؤدي الموسيقى الشعبية منذ المدرسة وذهبت في رحلات الفولكلور. وفقًا لها، أصبحت مهتمة بالموسيقى في مرحلة الطفولة المبكرة.
في عام 2008، فازت بالجائزة الكبرى في المهرجان الثالث لمسابقة الإبداع للأطفال والشباب "نافذة على أوروبا"، الذي أقيم في سانت بطرسبرج. في عام 2009، قدمت أغاني عسكرية في مهرجان "أورلياتا روسي" في توابسي، حيث فازت بالجائزة الكبرى للمسابقة. في عام 2014، أصبحت الفائزة في المسابقة الدولية "ربيع أوبتينا" في مدينة كوزيلسك، منطقة كالوجا.  في عام 2018، مثلت منطقة بينزا في مسابقة النجم الجديد على قناة زفيزدا التلفزيونية. وفي نفس العام أصدرت عددًا من الأغاني تحت اسم مستعار TAiNA. في عام 2022، نشرت تاتيانا كورتوكوفا الأغنيتين المنفردتين ماتوشكا و"الشتاء الروسي" لأول مرة باسمها على الشبكات الاجتماعية ومواقع استضافة الفيديو، وقد كتب كلمات وألحان الأغنيتين بيوتر أندرييف. قدمت كورتوكوفا أغنية ماتوشكا على القناة التلفزيونية روسيا 1 في برنامج أندريه مالاخوف أغان من القلب.
في عام 2023، أصدرت الأغاني المنفردة "عيون" و"رودنيكي" و"أحببت الصقر". وفي عام 2024 - الأغنيات المنفردة "روماشكا فاسيليك" و"أودنوفو". في نفس العام، دخلت أغنية ماتوشكا قائمة أفضل 10 أغاني على شازام  وVK Music  وموسيقى ياندكس وأبل ميوزك.
حقق الفيديو الرسمي لأغنية ماتوشكا الذي نشر على اليوتيوب  في عام 2024 أكثر من 50 مليون مشاهدة، وحقق الفيديو من الأداء على قناة Zhar-Ptitsa TV أكثر من 94 مليون مشاهدة.

### الحياة الشخصية
في عام 2019، تزوجت من نيكيتا ماكيف، المحامي الدولي. في عام 2023، رزق الزوجان بابنة اسمها إيفنيكا.
تجمع كورتوكوفا الأزياء الروسية التقليدية. منذ أيام دراستها، شاركت المغنية في رحلات الفولكلور إلى القرى والبلدات الروسية، حيث جمعت أعمال الفن الشعبي والأزياء الأصيلة، والتي غالبًا ما تستخدمها في صورها المسرحية في عروض الحفلات الموسيقية.